# アッサム・ティー
アッサム・ティー（アッサム語: অসম চাহ、英語: Assam tea）とは、インドのアッサム地方（インド北東部）でつくられる紅茶の総称である。単にアッサムともいう。

## 特徴
アッサム平原は世界有数の降水量を持ち、世界最大の紅茶産地である。アッサムの紅茶は水色が濃い茶褐色でこくが強いため、ミルクティーとして飲まれることが多い。チャイ用として細かく丸まったCTC製法（Crush Tear Curl — つぶして、ひきさいて、丸める）で製茶されたものが多く出回っている。4月から5月にファーストフラッシュが、6月から7月にセカンドフラッシュが摘まれ、11月までが生産時期である。インド国内で消費される量が多い。

## 歴史
19世紀初頭まで茶は東アジアに限定された作物とみなされていたが、1823年、アッサム地方に交易開拓に来たイギリス人・ロバート・ブルース (茶樹農家)が野生茶樹を発見した。この植物は最初、独立種として記載され後にチャノキ（学名 : Camellia sinensis (L.) Kuntze）の変種として再記載された。これが高木になる変種のアッサムチャ（学名 : Camellia sinensis (L.) Kuntze var. assamica (J.W.Mast.) Kitam.）である。この発見がアッサムでの茶栽培のきっかけである。アッサムチャは基本変種よりも寒さに弱い反面、低緯度地域あるいは低高度地域での栽培に向いている。1839年（1838年という説もある）、イギリスにはじめて輸出され、以降インド紅茶を代表する紅茶としての地位を確立した。ちなみにダージリンは中国から導入された基本変種であるチャノキ（学名 : Camellia sinensis (L.) Kuntze）をインドで栽培したものである。